# Lasius vetulus
Lasius vetulus är en myrart som beskrevs av Gennady M. Dlussky 1981. Lasius vetulus ingår i släktet Lasius och familjen myror. Inga underarter finns listade i Catalogue of Life.